# 志賀町 (福岡県)
志賀町（しかまち）は、福岡県の北部に位置していた町である。糟屋郡に属していた。

1971年4月5日に福岡市へ編入され、自治体としては廃止された。ちなみに糟屋郡志賀町の編入は福岡市の政令指定都市昇格（1972年4月1日）前最後の合併でもあった。現在は東区の一部となっている。
本項では町制前の名称である志賀島村（しかのしまむら）についても述べる。

## 地理
福岡県の北部、志賀島および対岸の海の中道の先端部の地域を行政区域とした。現在の福岡市東区志賀島島内全域と西戸崎・大岳地区にあたる。志賀島は陸繋島であり、志賀島と海の中道は砂州でつながっていたが、満潮時にはこの砂州が海中に沈み通行不能となるため、1930年に両岸を結ぶ橋が建設された。

### 地形
- 山岳：大岳（標高41m）、小岳（標高21m）
- 海洋：博多湾
- 島：志賀島（陸繋島）、沖津島、端島
- 岬
  - 志賀島島内：南ノ浦岬、大崎
  - 本土側：西戸崎、大岳岬

## 歴史
- 1889年（明治22年）4月1日 - 町村制施行により、糟屋郡志賀島村・勝馬村を統合して糟屋郡志賀島村が発足。
- 1930年（昭和5年）[要出典] - 村内西戸崎地区との志賀島橋開通。それまでは潮が引いた時のみ陸続きとなる状態であったが、開通後橋脚に砂が溜まりはじめ九州本土と完全に陸続きになった。
- 1945年（昭和20年）10月 - 終戦に伴い米軍が村内西戸崎地区の土地を接収し、「キャンプ・ハカタ」が設置[2]。
- 1953年（昭和28年）
  - 月次不詳 - 大字志賀島の一部から、大字西戸崎が分離成立。
  - 7月5日 - 町制施行。志賀町となる。
- 1971年（昭和46年）4月5日 - 福岡市へ編入され消滅[1]。
- 1972年（昭和47年）
  - 月次不詳 - 旧町内の市外局番を09296から092（600番台）に変更。
  - 4月1日 - 福岡市が政令指定都市へ移行。旧町域は東区の一部となる。

## 教育
町内に高等学校・大学・専門学校は存在しない。

### 小学校
- 志賀町立勝馬小学校
- 志賀町立志賀島小学校
- 志賀町立西戸崎小学校

### 中学校
- 志賀町立志賀中学校

## 交通
※福岡市への編入時点のもの。

### 空港
町内に空港はないため、福岡市の板付飛行場を利用することとなる。
なお、1945年以前は西戸崎飛行場が存在した。

### 鉄道
- 日本国有鉄道（国鉄）
  - 香椎線
    - 海ノ中道駅 - 西戸崎駅

### 航路
- 志賀町営渡船
  - 福岡市 - 西戸崎 - 大岳 - 志賀島